# Stift Backnang

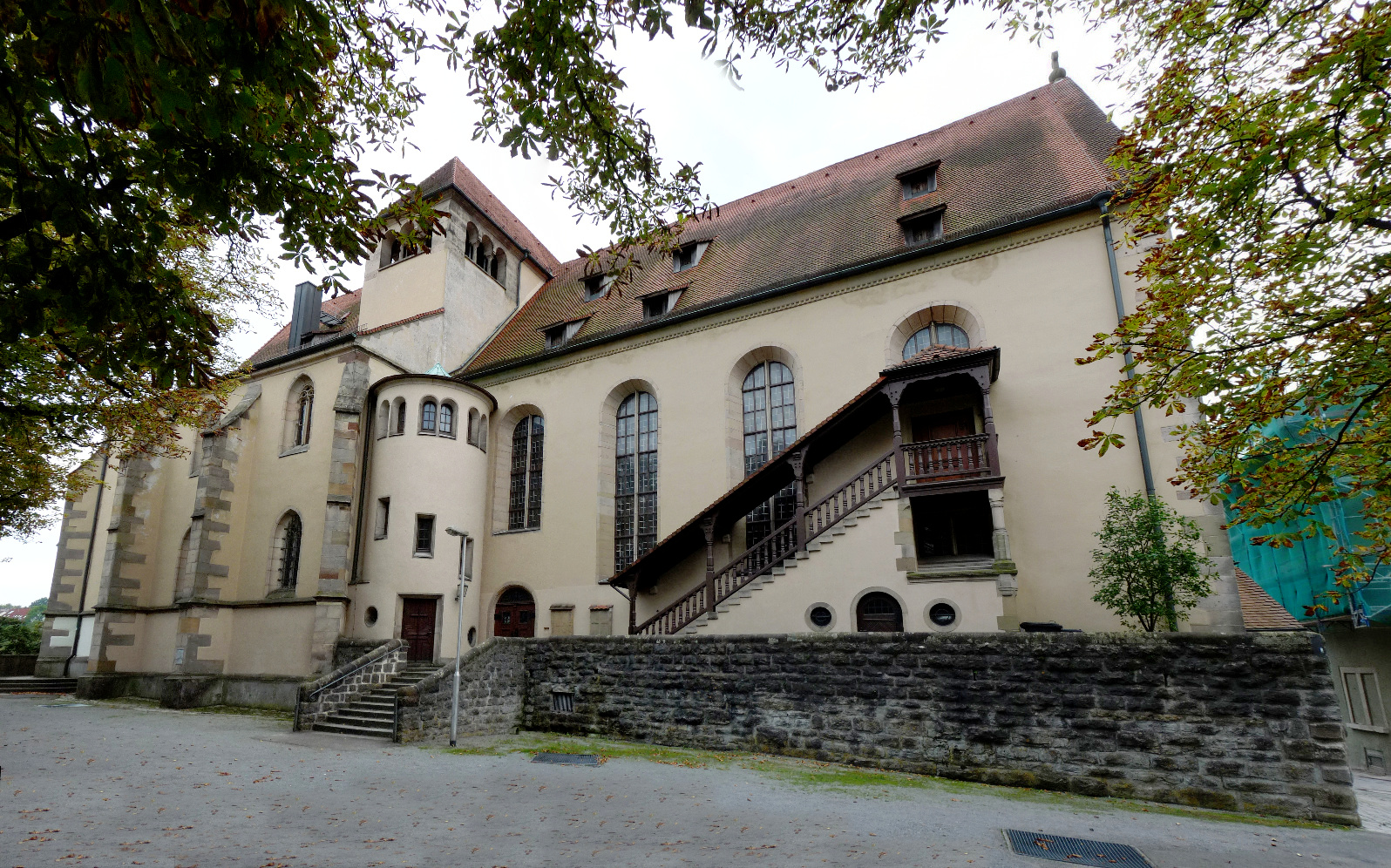
Stiftskirche

Das dem Patronat des Heiligen Pankratius anvertraute Stift Backnang war ein reguliertes Augustiner-Chorherrenstift.

## Geschichte
Das Stift Backnang wurde vor 1116 von Hermann II., Markgraf von Verona und Baden, und seiner Frau Judith von Backnang auf dem Backnanger Burgberg gegründet. 1116 bestätigte Papst Paschalis I. die Gründung. Bereits 1123 musste das Kloster mit Hilfe von Augustinern aus dem Kloster Marbach im Elsass erneuert werden.
St. Pankratius war von 1123 bis 1243 Grablege der mit den Zähringern verwandten Markgrafen von Baden. Durch diese Bedeutung gewann das Kloster rasch an Reichtum und Einfluss. Da das badische Einflussgebiet sich in der Folge allerdings verstärkt südwestlich von Backnang herausbildete, war Backnang bereits im 13. Jahrhundert exponiert gelegen und württembergischem Einfluss ausgesetzt. 1235 wurde das Stift in eine Fehde zwischen Markgraf Hermann V. und den Herren von Neuffen verwickelt. Während der Auseinandersetzung wurde das Stift durch Heinrich von Neuffen verwüstet und verbrannt. Dabei wurde auch der Propst und viele Augustiner-Chorherren getötet. Die Fehde dauerte auch nach dem Tode Hermanns V. im Jahre 1242 fort. Markgräfin Irmengard überführte daher 1243 die sterblichen Überreste ihres Mannes nach Lichtental in das dortige Zisterzienserinnenkloster.

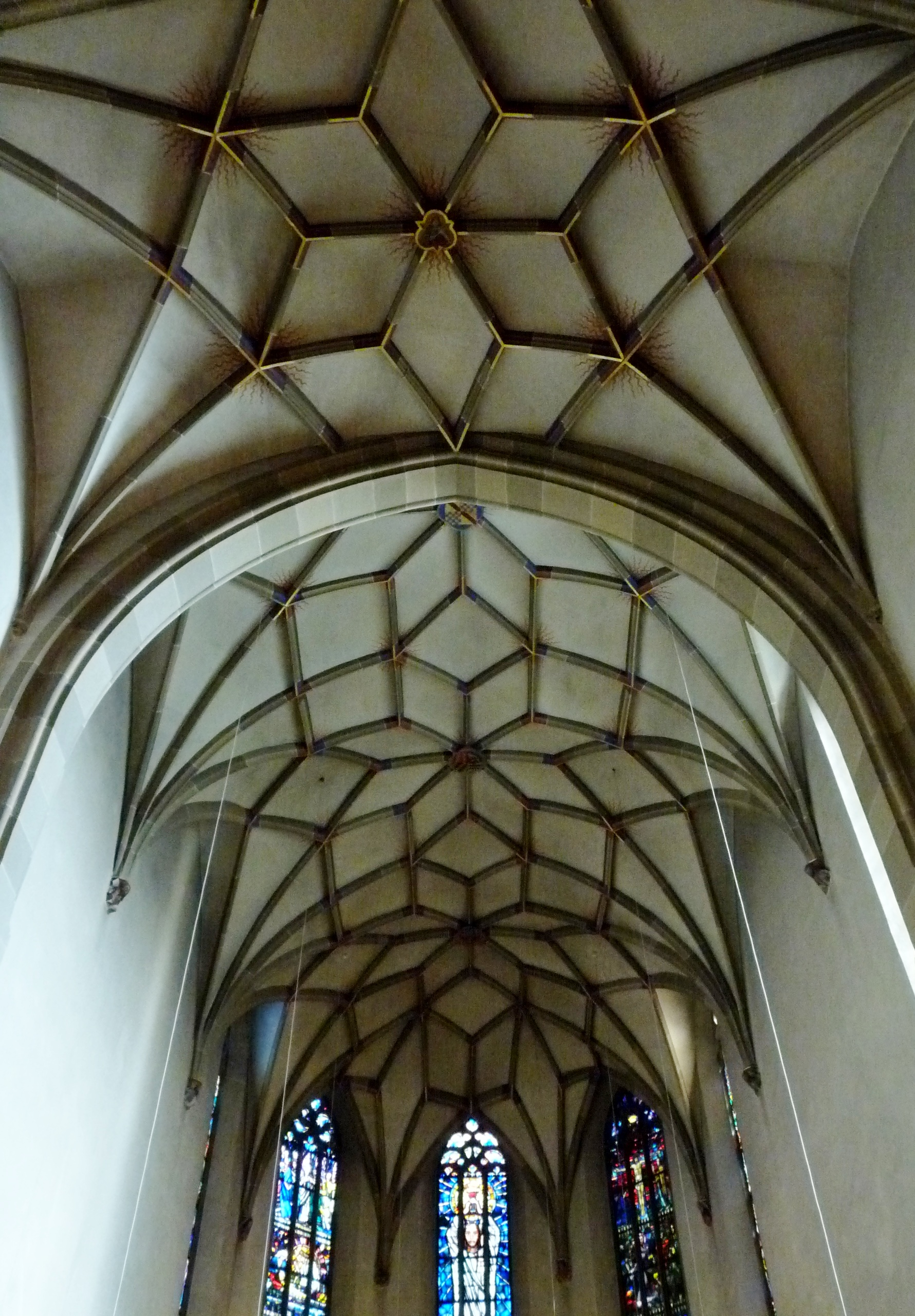
Stift sternnetzgewölbter Chor (1504)

1245 stellte Papst Innozenz IV. das Stift unter seinen unmittelbaren Schutz und exkommunizierte die Adligen, die das Stift zerstört hatten. Weiterhin bestätigte er dem Stift seine großen Besitztümer und gewährte ihm weitere verschiedene Unterstützungen. Markgraf Hermann VI. und Rudolf I. konnten in der Folgezeit die Fehde siegreich beenden. 1272 wurden die von Innozenz gewährten Privilegien von Papst Gregor X. bestätigt und 1318 von Papst Johannes XXII. abermals bekräftigt.
1297 wurde Backnang württembergisch, 1366 erreichte Graf Eberhard II. auch die Hoheit über die Finanzen des Klosters. 1477 wurde das Stift mit Genehmigung von Papst Sixtus IV. in ein Kollegiatstift umgewandelt. 1535 wurde das Stift aufgehoben. Die Backnanger Chorherren erreichten allerdings durch Beschwerde bei Kaiser Karl V., dass das Stift 1551 nochmals kurz besetzt wurde. 1593 starb der letzte katholisch gebliebene Chorherr, das Augustiner-Stift war somit endgültig erloschen.

### Das Stift unter den Jesuiten im Dreißigjährigen Krieg
Während des Dreißigjährigen Krieges kam es nochmals zu einer Rekatholisierung Backnangs: Nach der Schlacht bei Nördlingen im September 1634, welche für die Protestanten mit einer schweren Niederlage endete, wurde Backnang von kaiserlich-katholischen Truppen besetzt. 1635 wurde das Stift von den Jesuiten übernommen, die eine Rekatholisierung Backnangs anstrebten. Allerdings gestattete Kaiser Ferdinand III. 1638 den evangelischen Bürgern Württembergs Religionsfreiheit. 1639 erhielt das Stift von Ferdinand III. einen Schutzbrief. Nach dem Westfälischen Frieden 1648 mussten die Jesuiten das Stift wieder verlassen.

### Zerstörung im Pfälzischen Erbfolgekrieg
Im Pfälzischen Erbfolgekrieg wurde Backnang am 23. Juli 1693 von französischen Truppen geplündert und gebrandschatzt. Dabei brannte die Stiftskirche bis auf den Chor ab. Das Kirchenschiff wurde bis 1697 in vereinfachter Form wiederaufgebaut.

## Besitztümer
Mitte des 13. Jahrhunderts hatte das Stift umfangreiche Besitzungen in folgenden Orten:
- Aglinswiler (wahrscheinlich das heutige Ellenweiler bei Oppenweiler)
- Azzemanaswyler (vielleicht der heutige Heidenhof in der Gemeinde Leutenbach)
- Balderichezroden (vielleicht das heutige Beltersrot)
- Bilstain (das heutige Beilstein)
- Blydelsheim (Pleidelsheim)
- Bruden (unklar ob Unter-, Mittel- oder Oberbrüden)
- Bottwar (Klein- und Großbottwar)
- Conwyler (wahrscheinlich das abgegangene Cunenweiler bei Welzheim)
- Eguerstetten (wahrscheinlich Erbstetten)
- Germarswyler (Backnang-Germannsweiler)
- Giselmar (Wüstung bei Oppenweiler)
- Hart (wahrscheinlich der Kirschenhardthof)
- Hittinspach (Allmersbach im Tal-Heutensbach)
- Heppfikem (Höpfigheim)
- Hyningen (Backnang-Heiningen)
- Ingersheim
- Kircperg (Kirchberg an der Murr)
- Klaffenbach (Gemeinde Rudersberg)
- Landtsidel (Lendsiedel)
- Mondelsheim (Mundelsheim)
- Mupach (Backnang-Maubach)
- Murr (Murr an der Murr)
- Murre (wahrscheinlich Vorderwestermurr oder Hinterwestermurr)
- Othmarsheim (Ottmarsheim)
- Remse (Backnang-Waldrems)
- Richenberg (Reichenberg) und Rychenbach (Reichenbach) cum molendino (wahrscheinlich die Rüflensmühle)
- Rodmansperg (Rottmannsberg, heutige Gemeinde Auenwald)
- Rodmaswyler (das abgegangene Rodmannsweiler)
- Rudelsperg inferius (Rudersberg) und Rudelsperg superius (Rudersberg-Oberndorf)
- Sachsenwiler (Backnang-Sachsenweiler)
- Schwaickam (Schwaikheim)
- Sciura (wahrscheinlich Schiffrain bei Oppenweiler)
- Tresselbach (wahrscheinlich die Dresselhöfe in Weissach im Tal)
- Vautswyler (das abgegangene Vogtsweiler, heute auf der Markung Allmersbach im Tal)
- Westham (wahrscheinlich Neckarwestheim)
- Wissach inferius (Unterweissach) und Wissach superius (Oberweissach)
- Zwingelhusen (Zwingelhausen)

## Liste der Pröpste
- Berthold († 18. Februar 1124)[1]
- Stephan (1165)[1]
- Albert (1182–1189)[1]
- Konrad I. (1214–1230)[1]
- Diether (1231–1233)[1]
- Heinrich (1244–1260)[1]
- Konrad II. († 1271)[1]
- Eberhard († 1278)[1]
- Konrad III. (1290–1308)[1]
- Beringer (1319–1339)[1]
- Siegfried I. von Welzheim (1350–1354)[1]
- Siegfried II. von Baumgarten (1365–1377)[1]
- Siegfried III. von Leonberg (1377–1399)[1]
- Ulrich Fetzer (1399–1413)[1]
- Ulrich von Winkenthal (1413–1420)[1]
- Wilhelm von Lichtenstern (1420–1450)[1]
- Johannes Hagen (1453–1466)[1]
- Jakob Wick (1476–1492)[1]
- Petrus Jacobi von Arel († 13. Mai 1509)[1]
- Jakob Schreiber genannt Lorcher († 1551)[1]
- Graf Johann Christoph von Zimmern († 1557)[1]

### Stiftsinhaber der Jesuiten
- Michael Weidenhiller (bis 1648)[1]

## Grablege

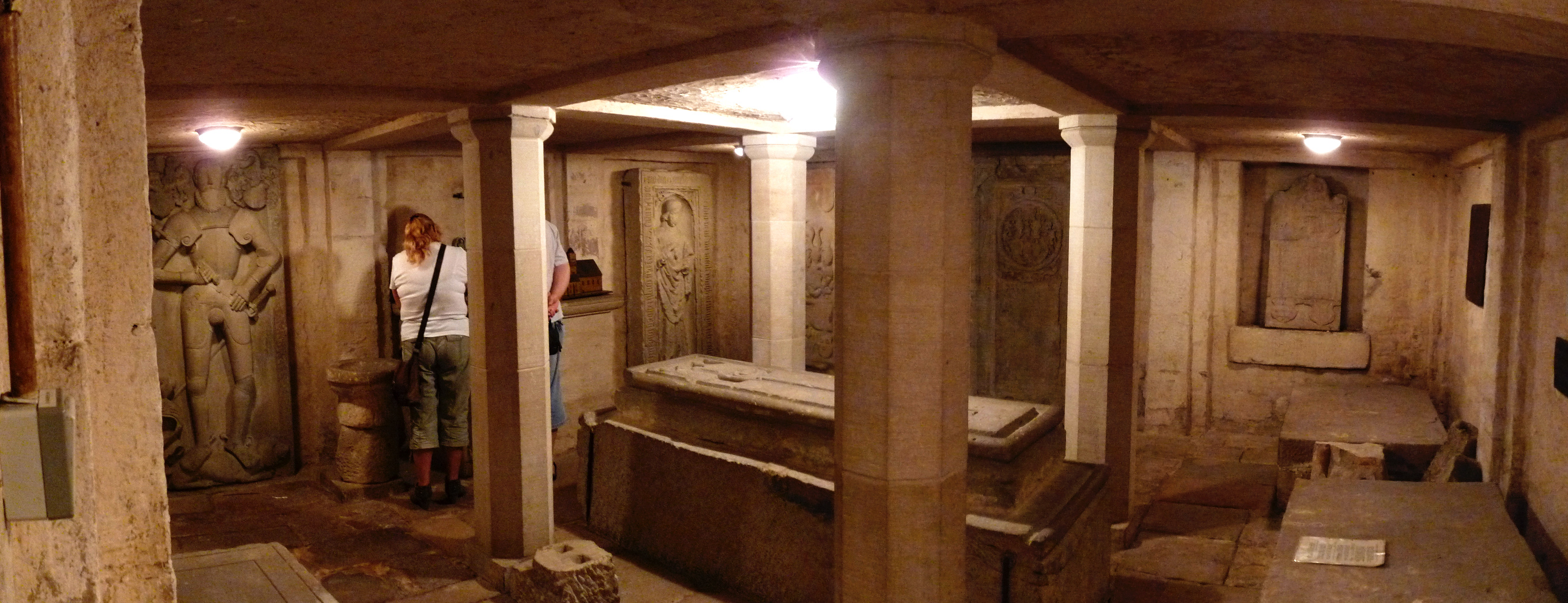
Krypta

In der Krypta und im Chor der Stiftskirche befindet sich die Grablege folgender Adliger:
- Markgraf Hermann II. von Baden und von Verona und dessen Frau Judith von Backnang aus dem Geschlecht der Hessonen.
- Markgraf Hermann III. von Baden und von Verona und dessen Frau Berta, deren genaue Herkunft nicht mehr bekannt ist.
- Markgraf Hermann V. von Baden und von Verona (die Gebeine wurden 1248 ins Kloster Lichtenthal überführt).
- Georg von Schomberg zu Rabenstein
- Kraft von Hohenlohe
- Friedrich von Sturmfeder und dessen Frau Agathe, geborene von Talheim.
- Bernolt von Urbach
- Albrecht von Bönnigheim[3]

Die Gebeine der Markgrafen von Baden wurden um 1500 in den Chor umgebettet und die Krypta zugeschüttet. 1929 wurde die Krypta von dem Schutt befreit und wieder zugänglich gemacht.